# Сорокуш східний
Сороку́ш східний (Thamnophilus pelzelni) — вид горобцеподібних птахів родини сорокушових (Thamnophilidae). Ендемік Бразилії. Раніше вважався підвидом плямистого сорокуша (Thamnophilus punctatus).

## Опис
Довжина птаха становить 14,5 см. Верхня частина тіла в самця сіра, тім'я і спина темно-сірі, крила і хвіст чорні з помітними білими смугами. Нижня частина тіла сіра, живіт білуватий. Верхня частина тіла самиці коричнева, тім'я і спина буруваті, крила і хвіст, як і в самців, пістряві, чорно-білі. Нижня частина тіла рудувато-коричнева, живіт дещо світліший.

## Поширення і екологія
Східний сорокуш є ендеміком Бразилії. Він поширений на Бразильському нагір'ї на сході та на півдні країни. Живе у рівнинних сухих і вологих тропічних лісах, каатингах, галерейних лісах і серрадо на висоті 400-1100 м над рівнем моря.